# 胡和颜
胡和颜（1947年—），湖北黄陂人，中国汉剧表演艺术家，武汉市汉剧院演员，一级演员，中国戏剧家协会理事，中国戏剧梅花奖得主，第六届全国人大代表，第八、九届全国政协委员。